# Arthur Frischknecht
Arthur Frischknecht (* 30. Mai 1936 in Winterthur; † 2000 ebenda) war ein Schweizer Radrennfahrer und nationaler Meister im Radsport.

## Sportliche Laufbahn
Frischknecht war im Bahnradsport aktiv. 1958 gewann er die nationale Meisterschaft im Sprint der Amateure. Von 1959 bis 1966 war er Berufsfahrer. 1963 wurde er Zweiter der Profimeisterschaft im Steherrennen hinter Peter Tiefenthaler. Er bestritt auch Strassenrennen wie die Tour de Romandie, hatte dabei aber keine Erfolge. Bis 1971 war er im Radsport aktiv. 1968 begann er Rennen im Motorsport zu fahren.